# الاعتلال العصبي البصري الأمامي لنقص التروية
الاعتلال العصبي البصري الأمامي لنقص التروية هي حالة مرضية تحصل عند فقدان البصر نتيجة لتلف العصب البصري الناتج من نقص إمداد الدم له وينقسم إلى نوعين شرياني وغير شرياني.

## المقدمة
تمت التفرقة بين الاعتلال العصبي البصري الشرياني وغير الشرياني للتركيز على اسباب كل منهما، فالاعتلال العصبي الشرياني يحدث نتيجة التهاب الشريان الصدغي temporal artery ،والذي يسمي ب giant cell artritoes وهو التهاب في الأوعية الدموية متوسطة الحجم وتحدث غالبا في سن متقدمة، على العكس من الاعتلال العصبي غير الشرياني، ويعتبر الاعتلال البصري غير الشرياني من أكثر الأسباب المؤدية للفقدان المفاجئ للبصر، حيث يصاب كل عام حوالي 10.000 أمريكي بهذا المرض على الرغم من ذلك لا يوجد حتى الآن علاج فعال له، ويرجع ذلك لعدم الدراية الكافيه بالآلية الباثولوجية لهذا المرض وقلة الأبحاث المقامة عليه.

## الاسباب وعوامل الخطر
إن آلية حدوث الاعتلال العصبي البصري غير الشرياني كانت تثير جدلا كبيرا، وقد اتفق العلماء على وجود عاملين اساسين من أهم عوامل الخطر وهما: العامل الأول ؛ الاستعداد في نوع وشكل القرص البصري فالعصب البصري هو حزمة من axons تحمل الاشارات العصبية من العين إلى المخ، حيث يخترق جدار العين في فتحة والتي غالبا ما يكون قطرها أكبر بنسبة من (20 :30 )% من قطر العصب البصري، ولكن في بعض المرضى يكون قطر العصب البصري أكبر من قطر هذه الفتحة في جدار العين وعند رؤيته بمنظار العين نرى القرص العصبي مزدحم وهذا يدل على أنه في خطر.
أما العامل الثاني : فهي عوامل الخطر في الجهاز الدوري مثل ارتفاع ضغط الدم، ومرض السكري، وزيادة نسبة الكوليسترول في الدم
ويعد من أكثر العوامل المسببة له هو الانخفاض الشديد في ضغط الدم أثناء النوم، وهذا هو السبب في ان حوالي 75% من المرضي يكتشفون فقدان البصر عند الاستيقاظ من النوم حيث يحدث نقص إمداد الدم للقرص البصري فيتورم القرص ويزدحم مما يؤدي الي زيادة الضغط على الألياف العصبية وبالتالي نقص التروية وفقدان البصر ولان كلتا العينين يملكان نفس التركيب التشريحي فان الدكتور يفحص العين السليمة لكي يحدد قابليتها لحدوث هذا المرض، حيث أن العين السليمة في 14% من المرضى تكون معرضة لاصابتها بنفس المرض في خلال 5 سنوات .

## العلامات والأعراض
في مرض الاعتلال البصري العصبي غير الشرياني يلاحظ المريض فجأة عند الاستيقاظ من النوم انخفاض الرؤية في إحدى عينيه مع وجود ظلال فاتحة في مجال الرؤية لهذه العين خاصة في النصف العلوي أو السفلي من مجال الرؤية خاصة باتجاه الأنف مع عدم وجود ألم، في خلال فترة 6 أشهر تضعف حدة الابصار بحوالي 3 درجات في حوالي 42 % من المرضى وفي حوالي ( 15:20 % ) من المرضى تصاب العين الأخرى بنفس المرض في خلال 5 اعوام وفي بعض الحالات القليلة يحدث فقدان البصر تماما.
إن اعراض كلا من الاعتلال البصري الشرياني وغير الشرياني متشابهة إلى حد كبير وهي تقلصات مؤلمة في عضلة الفك، وألم في فروة الرأس، وفقدان غير مبرر للوزن، بالإضافة إلى الشعور بالتعب والإرهاق وفقدان الشهية.

## الحدوث
حوالي 8000 مريض يصابون بهذا المرض سنويا في الولايات المتحدة .

## العلاج
إن بمجرد إصابة العين بالاعتلال العصبي البصري غير الشرياني فليس هناك علاج فعال لرفع الضرر اللاحق بالعين، ومع ذلك فقد اظهرت دراسة كبيرة انه إذا تم اعطاء المريض كميات كبيرة من الكورتيزون في المرحلة الأولى من المرض وفي الأعين التي يها حدة الأبصار 20/70 أو اقل فأنه يتحسن حدة الرؤية في 70% من المرضى، مقارنة ب 41% من المرضى الذين لم يعالجوا.
ولكي نقلل من خطر تأثر العين الأخرى بفقدان البصر يجب التقليل من عوامل الخطر المتعلقة بالجهاز الدوري.
ولقد سعت دراسات جديدة لتحديد مدى سلامة وفعالية جراحة العصب الانضغاطي لعلاج الاعتلال العصبي البصري غير الشرياني بالمقارنة بالمرضى الذين لم يتلقوا أي علاج فوجدوا انه لم يعثر علي أي تحسن في حدة الأبصار وبالعكس عانى هؤلاء المرضى من الأبهام والرؤية المزدوجة.
إن العديد من البحوث الطبية تبحث في طرق لحماية العصب البصري أو حتى إعادة توليد ألياف جديدة داخل العصب البصري، ولكنه وجدت عدم توفر أي دليل بأن ما يسمى بالحاميات العصبية لها أي فائدة في العلاج .